# Суздальский, Виктор Арсеньевич
Виктор Арсеньевич Суздальский (1922—1966) — майор Рабоче-крестьянской Красной Армии, участник Великой Отечественной войны, Герой Советского Союза (1945).

## Биография
Виктор Суздальский родился 14 октября 1922 года в Калаче-на-Дону. Окончил десять классов школы. В 1939 году Суздальский был призван на службу в Рабоче-Крестьянскую Красную Армию. Окончил 1-е Ростовское артиллерийское училище ПТО в мае 1941 года. С начала Великой Отечественной войны — на её фронтах.
К августу 1944 года капитан Виктор Суздальский командовал дивизионом 1620-го лёгкого артиллерийского полка 20-й артиллерийской дивизии прорыва 51-й армии 1-го Прибалтийского фронта. Участвовал в сражениях на территории Латвийской ССР. 18-20 августа 1944 года дивизион Суздальского в боях у деревни Сникере Добельского района отразил ряд немецких контратак, уничтожив около 20 танков и большое количество солдат и офицеров противника.
Указом Президиума Верховного Совета СССР от 24 марта 1945 года капитан Виктор Суздальский был удостоен высокого звания Героя Советского Союза с вручением ордена Ленина и медали «Золотая Звезда».
После окончания войны в звании майора Суздальский был уволен в запас. Проживал и работал в городе Орехово-Зуево Московской области. В 1960 году окончил Высшую партийную школу при ЦК КПСС. Скоропостижно скончался 6 июля 1966 года.
Был также награждён орденом Отечественной войны 1-й степени и двумя орденами Красной Звезды, рядом медалей.
В честь Суздальского названа улица в Калаче-на-Дону.